# Бойовий робот
Бойовий робот (або військовий робот) — автономна система озброєння (АСО), що може замінити людину в бойових ситуаціях для збереження життя або для роботи в умовах підвищеної складності для людей у військових цілях: розвідка, бойові дії, розміновування тощо.
У рамках міжнародної зустрічі експертів, скликаних Міжнародним комітетом Червоного Хреста 26 — 28 березня 2014 року в Женеві, присвяченої технічним, воєнним, юридичним та гуманітарним аспектам використання автономних систем озброєння (АСО), визначено що це зброя, яка може самостійно шукати, відстежувати, вибирати цілі та атакувати їх.
Пов'язані терміни: смертоносна автономна зброя (САЗ), бойова автономна роботизована система (БАРС), автономна система озброєння (англ. autonomous weapon systems, AWS), летальна автономна зброя (англ. Lethal autonomous weapon, LAWS), військовий робот (англ. War Robots, WR), антропоморфні роботи з фантастичних фільмів — суперсолдат, кіборг, термінатор.

## Історія

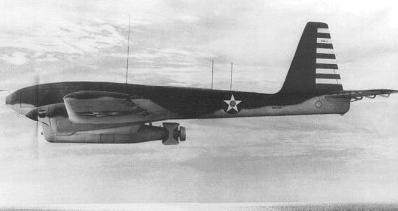
Interstate TDR-1, безпілотний торпедоносець ВМС США, 1942-44 рр.

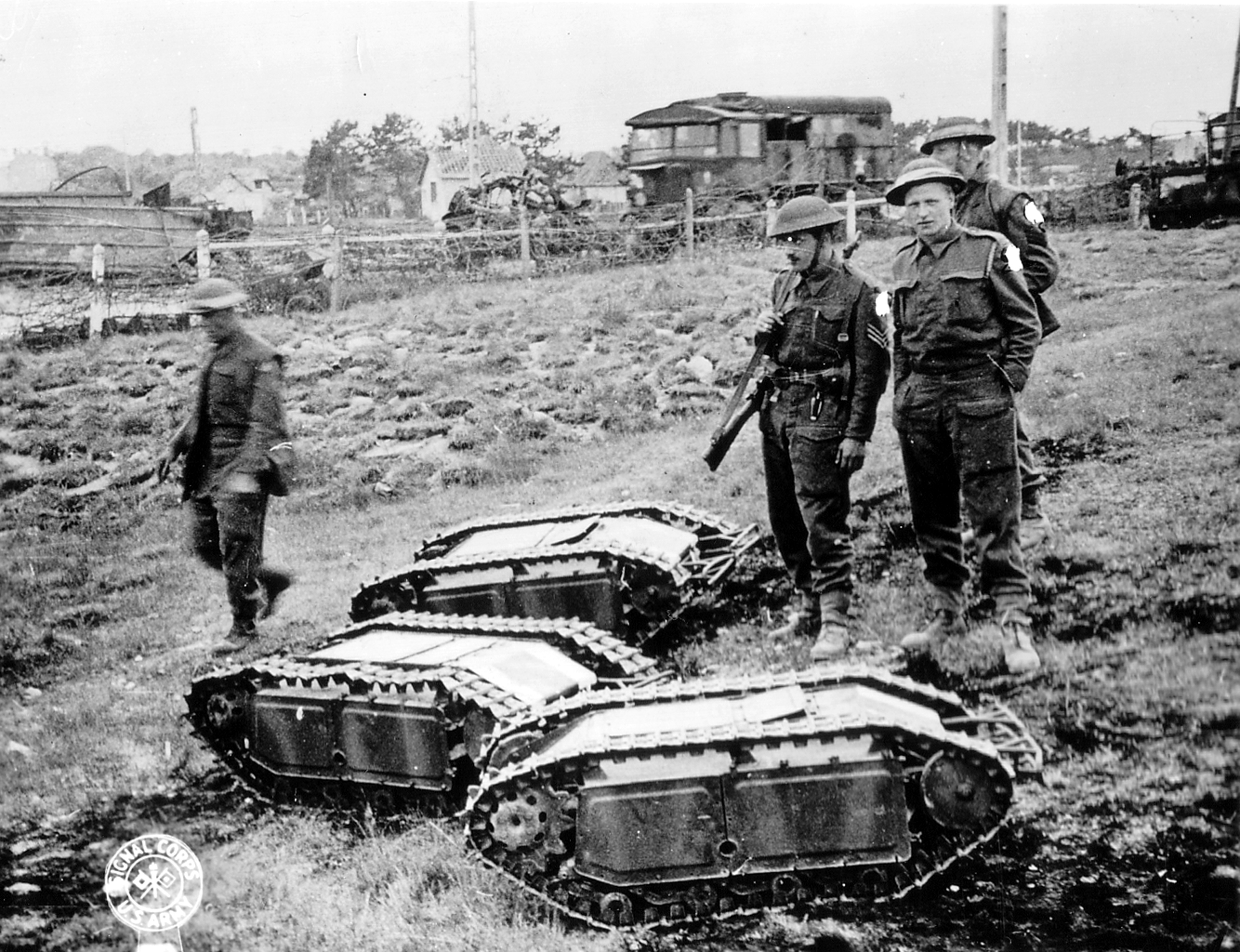
Британські солдати біля німецької самохідної міни «Голіаф», 1945.

### Початки робототехніки
Перше креслення людиноподібного робота зробив Леонардо да Вінчі, а в 1495 році він представив детальний макет механічного лицаря, здатного сидіти, рухати руками і головою. Проект був розроблений на основі досліджень пропорцій людського тіла.
З початку XVIII століття в пресі почали з'являтися повідомлення про машини з «ознаками розуму», але в більшості випадків виявлялось, що це шахрайство. Всередині механізмів ховались живі люди або дресировані тварини.
У 1898 р. Нікола Тесла розробив і продемонстрував мініатюрне радіокероване судно, хоча перші заявки на патенти на аналогічні рішення були подані винахідниками Великої Британії ще в 1897 р..
У кінці XIX ст. російський інженер Чебишов придумав механізм — ступохід, що володів більш високою прохідністю і який в майбутньому вніс свою частку в робототехніку.

### Початок XX століття
У 1910 році, натхнений успіхами братів Райт, молодий американський воєнний інженер з Огайо Чарлз Кеттерінг запропонував використовувати літальні апарати без людей. Згідно з його задумом, пристрій, що керувався годинниковим механізмом, в заданому місці повинен був відкидати крила і падати, як бомба, на ворога. Отримавши фінансування армії США, він сконструював і з перемінним успіхом випробував кілька пристроїв, що отримали назву The Kattering Aerial Torpedo, Kettering Bug (або просто Bug), але в бойових діях вони не використовувались.
У 1933 в Англії був розроблений перший безпілотний літальний апарат багаторазового використання Queen Bee.
У 1931 Сталіним був затверджений план реорганізації військ, в якому ставка була зроблена на танки. У зв'язку з цим були побудовані телетанки — керовані на відстані танки без екіпажу. Слабким місцем цих танків була нестійкість сигналу. Він губився на пересіченій місцевості або поблизу високовольтних ліній.
Протягом Другої світової війни були застосовані самохідні міни «Голіаф». Ця зброя була дуже коштовною, з низькою швидкістю (9,5 км/г), низькою прохідністю, вразливістю дроту і тонкою бронею (10 мм).

### Холодна війна
Холодна війна дала свій внесок в розвиток бойових машин. З'явились високоточні інтелектуальні роботи, здатні аналізувати, бачити, чути, відчувати, розрізняти хімічні речовини і провадити аналізи води та ґрунту.
У 1948 році в США був створений безпілотний літальний апарат для розвідки — AQM-34. Його перший політ був в 1951 році, в тому ж році «безпілотник» був запущений в масове виробництво.
1959 року в конструкторському бюро С. Лавочкіна був розроблений безпілотний літак-розвідувач Ла-17Р.

### XXI століття
2018 року стало відомо, що британське міноборони фінансує дослідження з розробки автономних військових дронів. Ключова особливість такої збройної системи в тому, що вона самостійно буде обирати цілі, вирішувати, чи треба їх знищувати, і ліквідовувати «загрози» без участі людини.
У російсько-українській війні безпілотні літальні апарати зіграли ключову роль для обох сторін, хоча вони виявилися вразливими як для збивання, так і для електронних перешкод.

## Класифікація
| сухопутні (наземні — колісні, гусеничні, крокуючі) |
| повітряні (літаючі)                                |
| військово-морські (плаваючі надводні і підводні)   |
| космічні                                           |
| -------------------------------------------------- |

| бойові        |
| розвідувальні |
| інженерні     |
| забезпечення  |
| ------------- |

| легкі   | < 10 т  | бойова машина на гусеничному або колісному шасі | легке озброєння: важкі кулемети, гранатомети, ПЗРК, міномети калібру < 100 мм      |
| середні | 10-20 т | бойова машина на гусеничному або колісному шасі | гармата калібру 30-50 мм                                                           |
| важкі   | 20-30 т | автономний легкий танк                          | важке озброєння: гармата 105 або 120-мм, 1-2 кулемети калібру 7,62 і / або 12,7 мм |

| Клас                 | Категорія      | Рівень воєнних дій  | Висота застосування | Радіус дії  | Рівень застосування     | Приклад платформи   |
| -------------------- | -------------- | ------------------- | ------------------- | ----------- | ----------------------- | ------------------- |
| Клас ІІІ (> 600 кг)  | ударні         | стратегічний        | до 20000 м          | необмежений | ТВД                     | Reaper              |
| Клас ІІІ (> 600 кг)  | HALE           | стратегічний        | до 20000 м          | необмежений | ТВД                     | Global Hawk         |
| Клас ІІІ (> 600 кг)  | MALE           | оперативний         | до 14000 м          | необмежений | Оперативна група        | Heron Bayraktar TB2 |
| Клас ІІ (150—600 кг) | тактичні       | тактичний           | до 5500 м           | до 200 км   | Бригада                 | Hermes 450          |
| Клас І (<150 кг)     | малі (>15 кг)  | тактичне формування | до 1500 м           | до 50 км    | Батальйон               | Scan Eagle PD-2     |
| Клас І (<150 кг)     | міні (<15 кг)  | тактичний підрозділ | до 900 м            | до 25 км    | рота, взвод, відділення | Skylark             |
| Клас І (<150 кг)     | мікро (<66 Дж) | тактичний підрозділ | до 60 м             | до 5 км     | взвод, відділення       | Black Widow         |

## Конструкція
Станом на 2020-ті роки на озброєнні низки країн стоять системи з елементами штучного інтелекту — від безпілотників і роботів-вартових до апаратів знешкодження вибухових пристроїв. Продовжується розвиток штучних нейронних мереж, що дозволяє штучному інтелекту самонавчатись, але створення солдата-робота з певним інтелектом потребує вирішення багатьох питань в галузі кібернетики, відкриття нових матеріалів та джерел енергії. В сучасний роботизований комплекс, окрім самого керованого апарата, входить також і пристрій дистанційного керування. Найважливішою характеристикою такого робота є ступінь автономності, тобто здатність діяти самостійно у відповідності із закладеною в нього програмою, без участі людини-оператора, щоб робот не «вмирав» при втраті зв'язку. Важлива також стандартизація архітектури управління, модульність і взаємозамінність деталей на основі існуючих компонентів, безпека зв'язку, транспортабельність, висока енергетична ємність, прийнятна вартість.

## Переваги
|                    | Автономні системи озброєння забезпечать якісно новий крок до дистанціювання людини від війни. Війна 4.0 — це ситуація, коли на полі бою будуть воювати і знищувати противника автономні роботи, не залучаючи до цього людину. |
| — Оборонний вісник | |

Автономні системи озброєння (АСО) здатні цілодобово брати участь в бойових діях при будь-яких кліматичних умовах та в будь-яку пору року. Маючи надлюдські рефлекси, вони швидко і точно виконають будь-який відданий їм наказ, бо людина вважається слабкою ланкою у війні. Вони не хворіють як люди, не страждають від посттравматичного синдрому, їм не потрібні фінансове та продовольче забезпечення, як військовослужбовцям. Їх не потрібно евакуювати з території противника, як це відбувається з екіпажами збитих літаків. Це ідеальні солдати, моряки і пілоти. Стратегічні автономні системи озброєння надають можливість планування операцій, масштаб яких не обмежений трудовими ресурсами. Один оператор-програміст здатний управляти сотнями і тисячами роботів. Для підготовки армії роботів-вбивць достатньо навчити одного робота і завантажити програмне забезпечення іншим.

## Бойова тактика
- Рої дронів для пробиття ППО[14][15].
- Атака надводними дронами[16].
- Мультидоменна бойова хмара — концепція застосування об'єднаних керованих та некерованих платформ з підтримкою штучного інтелекту в усіх сферах (суходіл, море, повітря, космос, кіберпростір) та вимірах (фізичний, інформаційний, людський) з метою створення відносної переваги і перемоги над противником[17].

## Проблеми та наслідки застосування

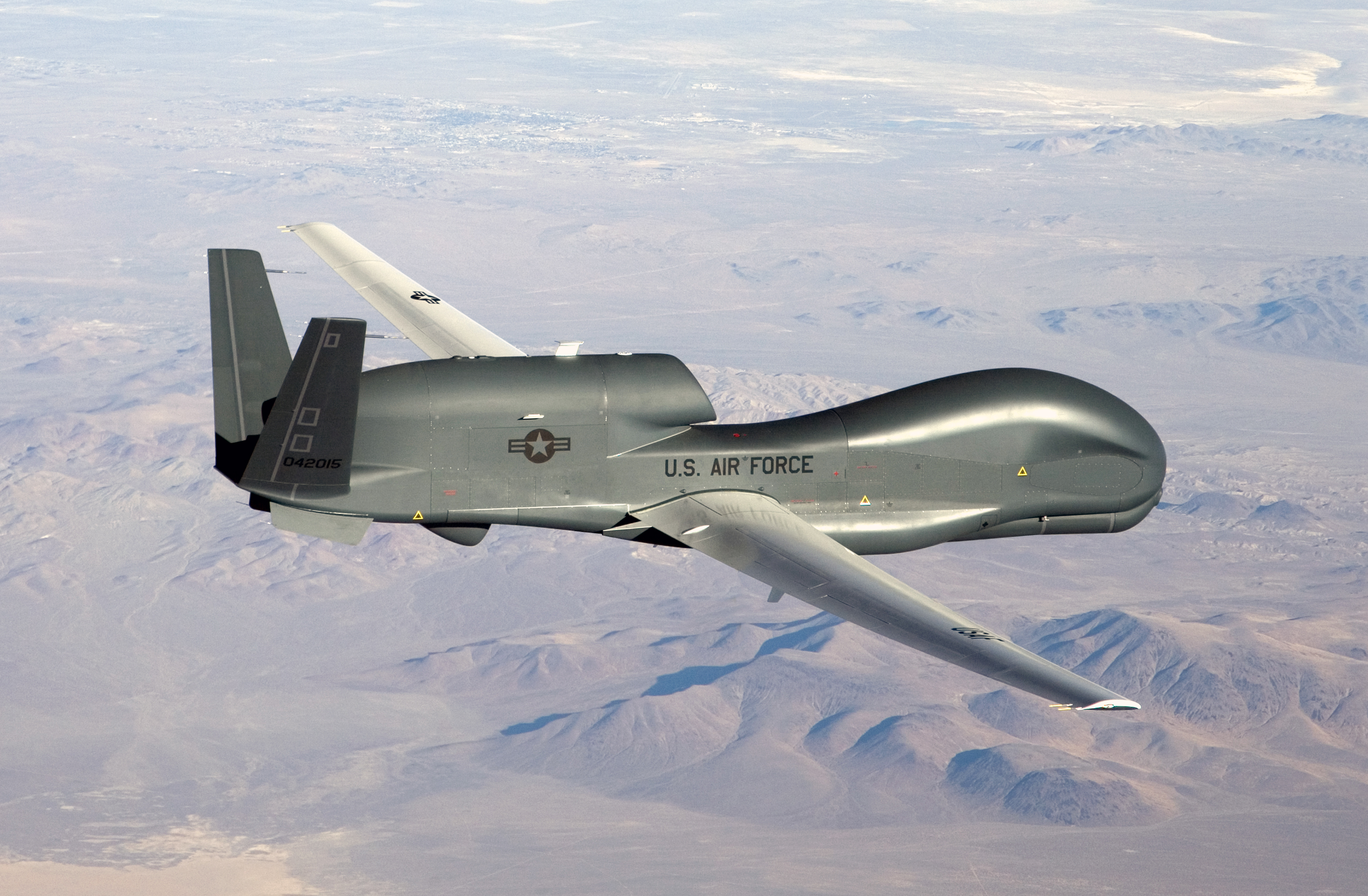
Стратегічний розвідувальний безпілотний літальний апарат RQ-4 Global Hawk, США

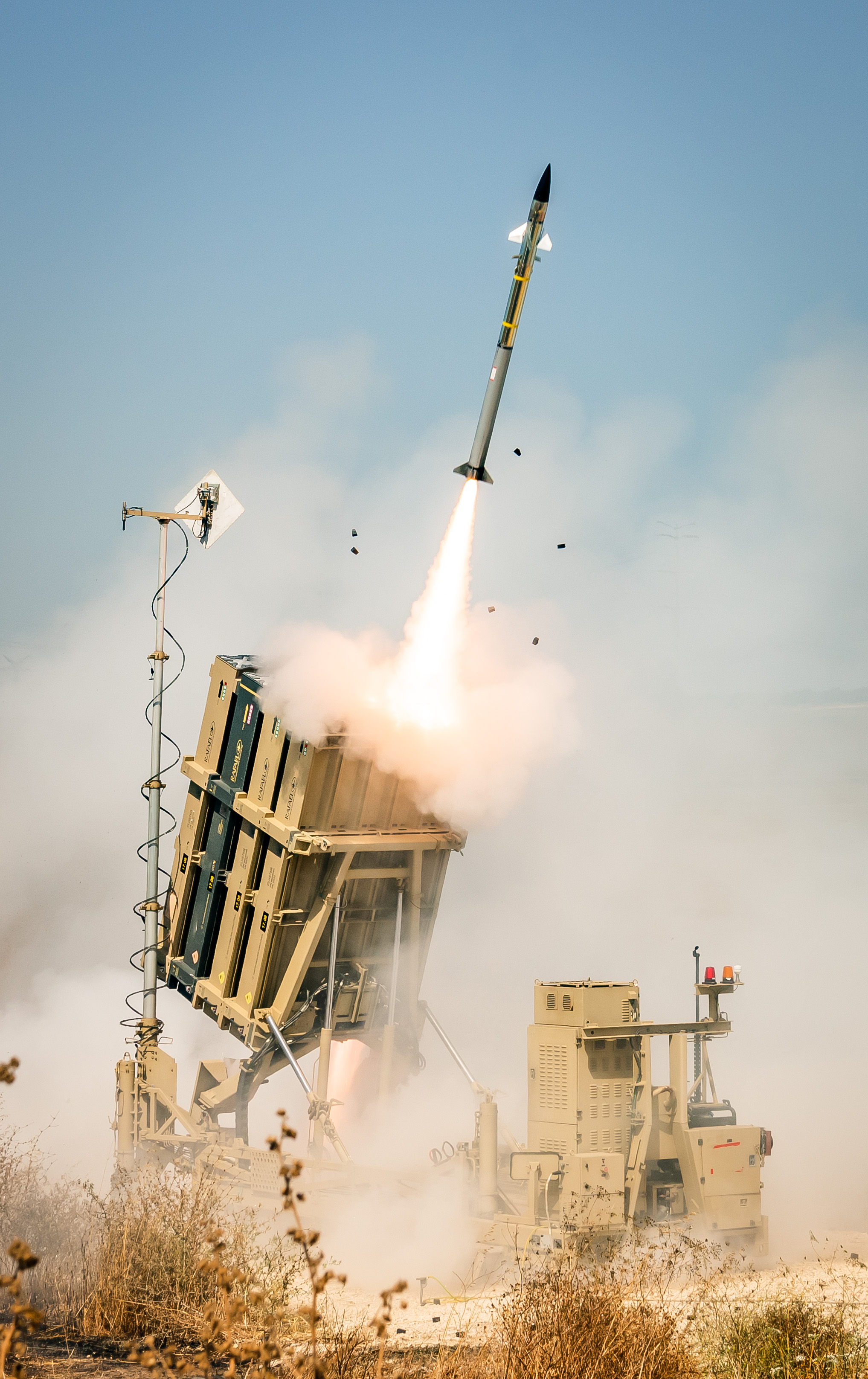
Система «Залізний купол» знищує ворожі ракети в автоматичному режимі

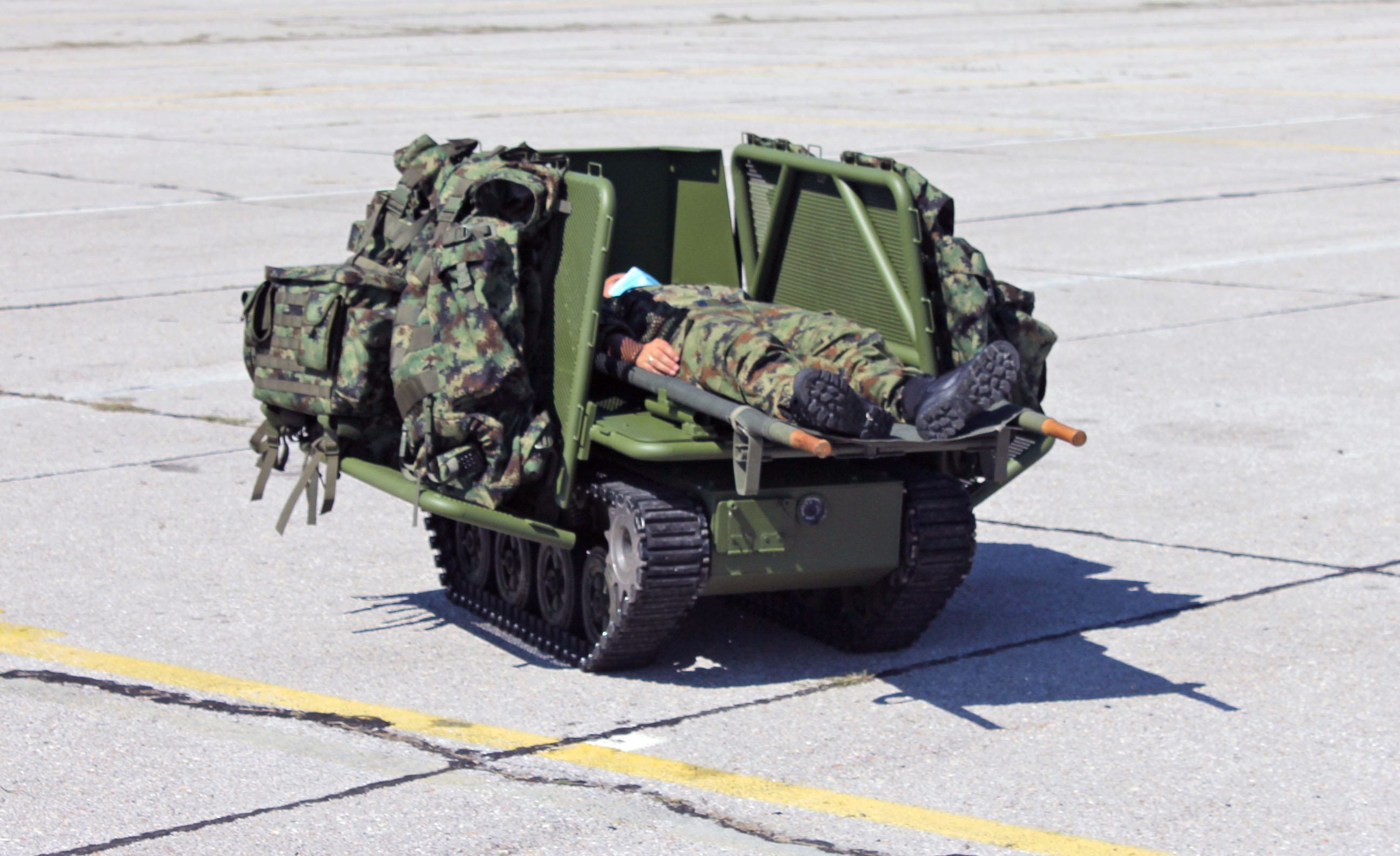
Сербська бойова безпілотна наземна платформа дистанційного керування Miloš L демонструє евакуацію пораненого

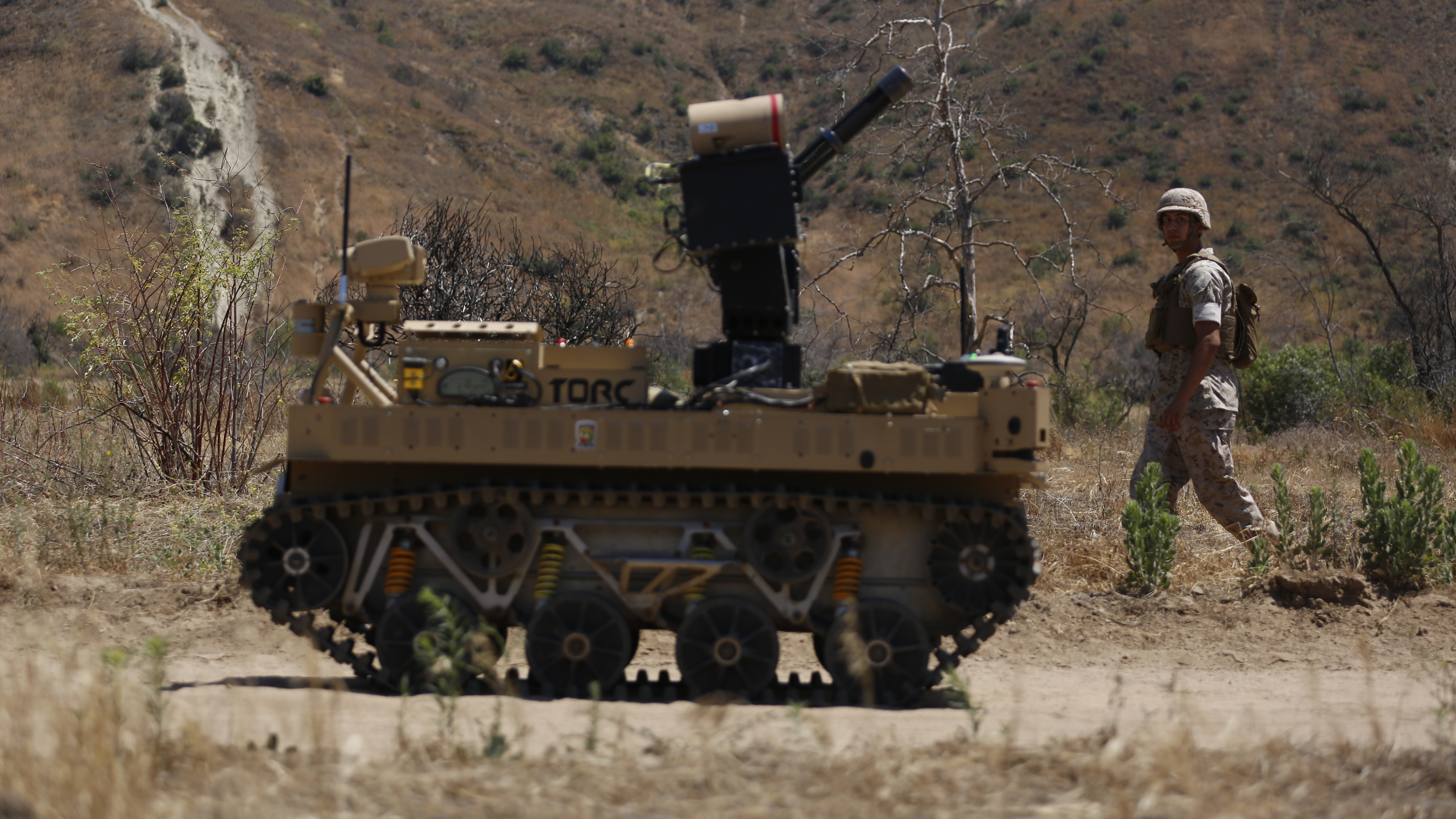
23 червня 2016, роботизований патруль USMC

- Автономні системи озброєння можуть перетворитися на зброю масового знищення, що є загрозою фундаментальним людським цінностям аж до знищення планети. Поява смертоносної автономної зброї може призвести до порушення геополітичної стабільності в світі. Наприклад, від зграї невеликих за розміром ударних дронів практично неможливо захиститись. Висока ймовірність такої атаки, як і розуміння неможливості її відбиття, може призвести до застосування значно потужнішої за своєю силою зброї, наприклад ядерної, іншою ворогуючою стороною[13].
- Намагання повернути геополітичну стабільність спровокує новий виток гонки озброєнь[13].
- Смертельна автономна зброя не виконує вимог міжнародного гуманітарного права, зокрема прийняття рішень щодо життя і смерті людини на полі бою; немає визначеності кінцевих відповідальних за вчинення воєнного злочину з використанням автономної зброї (інженер, оператор-програміст, виробник чи командир, який віддав команду приведення зброї в дію). Застосування автономної зброї може нашкодити мирним мешканцям, що суперечить законам та звичаям війни, згідно з якими під загрозою можуть бути лише комбатанти, а військова необхідність збройної відповіді повинна бути пропорційна виниклій загрозі[13].
  - 2013 року в мережу відбувся витік секретних документів, як стверджують автори сайту «The Intercept», який їх опублікував, вони були отримані від чиновника Пентагону і показують дослідження ефективності операцій, проведених з використанням безпілотних апаратів з поіменним цілевказуванням й описом завдань кожної місії. За п'ятимісячний період 2012 року американські сили за допомогою безпілотників та інших літаків вбили 155 людей на північному сході Афганістану. За звітом операторів БпЛА вони досягли 19 джекпотів[e], тобто знищили людей які належали до екстремістських угруповань і становили небезпеку. При дистанційному полюванні вони вбили щонайменше 136 інших людей. Майже 9 із 10 загиблих у цих ударах не були запланованими цілями. SIM-картка вказує місцезнаходження людини — при ввімкненні телефон може стати смертельним для особи, на яку полюють[18][13].
  - Удар армії Сполучених Штатів із застосуванням дрона в останні дні евакуації американських військ із Афганістану був помилковим і призвів до загибелі цивільних. За заявою генерала армії США Кеннета Маккензі на брифінгу 17 вересня 2021 р. «10 цивільних, у тому числі до семи дітей, трагічно загинули внаслідок того удару. Більш того, ми наразі вважаємо малоймовірним, що цей автомобіль або загиблі мали стосунок до ІДІЛ-Х»[19].
- Ризик помилкового застосування автоматизованої зброї, як через людський фактор, так і через помилки у функціонуванні програмного забезпечення. Кібератака з боку противника здатна не тільки зупинити дії роботів, але перепрограмуванням спрямувати їх проти атакуючих. Найгіршим наслідком цього може бути масове вбивство цивільного населення[13].
  - В 2007 році на випробувальному полігоні в Південній Африці відбувся збій в роботі роботизованої артилерійської установки, що призвів до загибелі 9 чоловік та ще 14 військовослужбовців отримали поранення[6].
  - При застосуванні американськими військовими в Іраку бойового робота SWORDS (Special Weapons Observation Reconnaissance Detection Systems) в 2008 році було зафіксовано кілька ситуацій, в яких робот вів себе непередбачувано — без команди оператора повертав зброю в сторону своїх, пересувався в непотрібному напрямку і т. д. Роботів відправили виробнику для пошуку та усунення можливих несправностей[6].
  - Збиття іранського пасажирського авіарейсу 655, 3 липня 1988 року, ракетою з крейсера «Vincennes» ВМС США, обладнаного багатофункціональною бойовою інформаційно-керуючою системою AEGIS.
- Посттравматичний стресовий розлад в операторів дронів, після того, як вони вбили цивільних осіб, особливо дітей[20].
- Використання з терористичною метою. На думку американських фахівців, якщо завести вантажівку з десятьма тисячами невеликих дронів в Нью-Йорк, то можна організувати атаку не менш масштабну, ніж 11 вересня 2001 р. і знищити тисячі жителів міста[13].

## Превентивний мораторій
| | Міжнародне право писалося для людей, а не машин і воно потребує змін, щоб зберегти за людиною останнє слово в застосуванні сили. Новий міжнародний договір — це єдиний реальний спосіб не допустити передачі машинам права ухвалювати рішення про життя і смерть. |
| — Бонні Дочерті, правозахисниця Human Rights Watch та координаторка кампанії «Зупинити роботів-вбивць» | |

«Автономна зброя з штучним інтелектом становить серйозну загрозу для людства і має бути заборонена», йдеться у відкритому листі організації «Future of Life Institute» 28 липня 2015 р. Лист підписали близько тисячі чоловік, фахівці з робототехніки, засновник приватної космічної компанії SpaceX Ілон Маск, астрофізик Стівен Гокінг, засновник Apple Стів Возняк і багато інших представників наукової спільноти.
Міжнародний комітет Червоного Хреста рекомендує державам прийняти нові, юридично обов'язкові норми, що регулюють створення та застосування автономних систем озброєнь, щоб гарантувати достатній контроль з боку людини і можливість для неї ухвалювати рішення про застосування сили. МКЧХ вважає, що потрібна заборона певних видів автономних систем озброєнь і суворе регулювання інших їх видів.
Загроза появи непідконтрольних людині автономних систем озброєнь стала предметом дискусій в Організації Об'єднаних Націй (ООН) в контексті міжнародного гуманітарного права (МГП). В Управлінні ООН з питань роззброєнь була створена спеціальна Група урядових експертів з летальних автономних систем. Дебати, що розгорнулись серед експертів групи в 2021 р., свідчили про відсутність консенсусу через протилежність підходів представників різних держав. Одні з них вимагали повної заборони автономних озброєнь, а інші, зокрема Росія, вважали, що чинне МГП не потребує внесення змін через появу автономних систем.

## Провідні світові виробники
- США

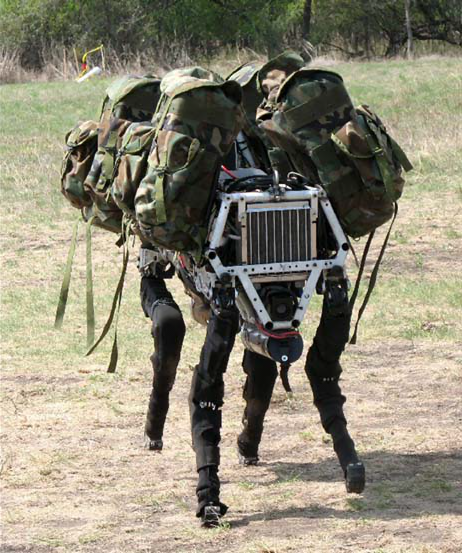
Чотириногий робот Big Dog

У рамках програми міністерства оборони США «Інтегрована дорожня карта розвитку безпілотних систем» (Unmanned Systems Integrated Roadmap 2017—2042) до 2030 року передбачається що у військах буде до 30 % безпілотних систем від загальної кількості бойових машин. На рівні бригади планується застосування безекіпажних машин різного призначення — бойових (для розвідки і ураження цілей), машин забезпечення а також портативних (для бойових дій в населених пунктах). За оцінками американських військових, бойові можливості бригади мають вирости в 2—2,5 рази. Однак американська стратегія передбачає поступовий і обережний підхід до впровадження певних типів безпілотних систем. На першому етапі мають розроблятись «опціонально пілотовані» транспортні засоби за логістичною моделлю та системою взаємодії «людина — машина» в так званих «змішаних конвоях» де за пілотованими транспортними засобами слідуватимуть автономні машини, виконуючи завдання логістичної підтримки. З 2004 року в ARL (United States Army Research Laboratory) працюють над SS-RICS, системою «елементарного солдатського інтелекту», який зробить бойову машину повноцінним елементом підрозділу. Наприклад командир зможе віддавати такій машині команди голосом. Але поки що сучасний рівень розвитку технологій вимагає виконання більшості бойових завдань людиною, від вибору напрямку руху до оцінювання бойової ситуації і прийняття рішення про відкриття вогню. У майбутньому передбачається скоротити число дистанційних операторів на одного робота, а згодом, в міру розвитку технологій з використанням штучного інтелекту, передбачається, що одна людина зможе контролювати діяльність цілого взводу роботів, причому рішення відкрити вогонь на ураження все-таки буде ухвалювати людина.

| БНТЗ |
| --- |
| • SWORDS — бойовий робот фірми Foster-Miller, що застосовувався в Іраку та в Афганістані. Створений на платформі TALON і здатний нести різноманітне озброєння — гвинтівку M16 або ручний кулемет M249 SAW калібру 5,56 мм чи середній кулемет M240 каліру 7,62 мм, чи крупнокаліберну гвинтівку Barret M82 або шестиствольный гранатомет калібру 40 мм, чи легкий чотириствольний вогнемет M202A1 FLASH. Робот на гусеницях і може пересуватись місцевістю змінного рельєфу — сніг, пісок і калюжі глибиною до 30 см, при цьому людина-оператор може знаходитись на відстані до одного кілометра. Маса бойового навантаження в залежності від виконуваного завдання варіює від 27 кг (для розвідувальних місій) до 45 кг (для бойових завдань). • MAARS — удосконалений робот «Modular Advanced Armed Robotic System», розроблений в 2008 році компанією Foster-Miller. Порівняно з попереднім, цей робот набагато рухливіший, з більшою прохідністю в польових умовах, бойовою живучістю та вогневою міццю. MAARS отримав удосконалену цифрову систему управління й огляду, в якій були значно розширені можливості оператора. Велика увага надана забороні на «дружній вогонь» — оператор може вказувати сектори дозволеного і забороненого вогню, а окрема система не дозволяє стріляти у свій власний блок дистанційного контролю. Супутникова система навігації і управління інтегрована в стандартну американську систему командування, на комп'ютерних картах робот завжди буде відмічений спеціальним тактичним знаком. MAARS оснащений поворотним лафетом, в підсумку його озброєння набагато більш рухливіше у всіх площинах, ніж зброя в попередніх моделях. На роботі встановлюється кулемет М240В калібру 7,62 мм та пускова установка калібру 40 мм для ведення вогню димовими, освітлюючими чи уламково-фугасними гранатами. Максимальна швидкість нового робота 12 км/год. Для підвищення його швидкісних характеристик гусениці можуть бути змінені на колеса. MAARS має модульну конструкцію, відповідно замість бойових систем на апарат можна встановити маніпулятор вантажопідйомністю 45 кг для знешкодження мін, саморобних вибухових пристроїв а також гучномовці і лазерні випромінювачі для тимчасового осліплення противника. Повна вага робота 150 кг. • Warrior створений компанією iRobot. На нього можна встановити кулемет калібру 7,62 мм, автоматичний дробовик, ПТРК та іншу зброю або перетворити на сапера чи санітара для витягування поранених з поля бою. • MUTT (Multi-Utility Tactical Transport) — бойовий робот компанії General Dynamics Land Systems. Спочатку створювався з гусеничним рушієм та оснащувався на вибір кулеметом Browning M2 калібру 12,7 мм, FN Herstal 240B чи SAW M249, а також 60 мм мінометом. Планувалась інтеграція MUTT у взвод морських піхотинців. В 2017 році компанія поставила свій MUTT на колеса — було представлено варіанти з колісною формулою 8×8 і 6×6. В 2019 році була створена неозброєна транспортна версія з вантажопідйомністю 453 кг на електричному двигуні. Пробіг на одній зарядці батарей — до 100 км. Апарат можна задіювати для евакуації поранених, запуску БПпА. MUTT може діяти автономно але за необхідності керування може взяти на себе людина. Серійний випуск запланований на вересень 2021 р. • BigDog або LS3 — чотириногий робот, створений 2005 року американською компанією Boston Dynamics спільно з Foster-Miller. Робот виявився дуже міцним і надійним, крокував на узвишшя, разом з морськими піхотинцями, під нахилом 35° зі швидкістю 6,4 км/год, переносячи вантаж до 180 кг на 32 км, долав 70-80 % перешкод. За результатами випробувань 2016 року, експерти DARPA і Корпусу морської піхоти США визначили, що внаслідок складнощів при подоланні деяких перепон та значної шумності двигуна LS3 може бути легко виявлений противником, тому не може бути задіяний у серйозних військових операціях. • Ripsaw M5 — 10-тонний мінітанк фірми Textron Systems. Виконаний по модульному принципу, тому може нести корисне навантаження до 2,7 т. В бойовій конфігурації на машину встановлюють модуль з артилерійським озброєнням та блоком оптоелектронного наведення. Система спостереження TacFLIR 280-HD з функціями панорамного прицілювання значно покращує інформованість оператора про зовнішнє оточення. Алгоритми датчиків можуть працювати в складних метеорологічних умовах (туман, сонячні відблиски, погана видимість). Двосторонній зв'язок відбувається по захищеному радіоканалу. Пульт оператора може бути переносним або монтуватись на техніку (концепція «робот-ведучий»). Нова пневматична підвіска і двигун потужністю 750 к.с. дозволяє Ripsaw M5 рухатись до 105 км/год. |

| БпЛА |
| --- |
| • General Atomics MQ-1 Predator, General Atomics MQ-9 Reaper розвідувально-ударні БпЛА. Розроблені компанією «General Atomics Aeronautical Systems» для використання у ВПС США, ВМС США і Британських КВПС. • RQ-4 Global Hawk — стратегічний розвідувальний безпілотний літальний апарат. Перший політ здійснив 28 лютого 1998 року з авіабази Військово-повітряних сил США в Каліфорнії. Перший апарат Global Hawk був переданий військово-морським силам США в 2004 році та приступив до виконання бойових завдань в березні 2006 року. Апарат може патрулювати протягом 30 годин на висоті до 18000 метрів. Виробляється фірмою «Northrop Grumman». • Northrop Grumman X-47B — демонстраційний палубний БпЛА типу «літаюче крило». Розроблений американською компанією «Northrop Grumman». • Lockheed Martin RQ-170 Sentinel — розвідувальний БпЛА, створений за технологією стелс, компанії «Lockheed Martin». |

| БНА АПА |
| --- |
| Теоретики американських ВМС вважають, що надводним безпілотним кораблям краще доручити ведення розвідки та радіоелектронної боротьби проти флоту противника. • Sea Hunter (SH1) і Seahawk (SH2) — безпілотні надводні кораблі. • ACTUV — американський проект протичовнового безекіпажного корабля постійного стеження за підводними човнами. |

- Ізраїль

У червні 1982 року, під час ліванської війни, ВПС Ізраїлю першими в світі масово застосувавши нову військову тактику — поєднання БпЛА (Tadiran Mastiff, IAI Scout, американський AQM-34 Firebee) з телекамерами на борту і наведення з їх допомогою ракет, повністю знищили в долині Бекаа потужне сирійське угруповання ПВО, яке складалось з сучасних радянських ЗРК.

| БНТЗ                                                                  |
| --------------------------------------------------------------------- |
| • RoBattle — бойовий робот розроблений «Israel Aerospace Industries». |

| БпЛА |
| --- |
| • Hermes 450, Hermes 900 — тактичні середньовисотні БпЛА далекої дії, виробництва ізраїльської компанії «Elbit Systems». • IAI Harop — розвідувально-ударний, IAI Heron, IAI Searcher, IAI RQ-5 Hunter — тактичні розвідувальні БпЛА, розроблені ізраїльським концерном «IAI». • Aeronautics Dominator — розвідувальний середньовисотний БпЛА, виробництва компанії «Aeronautics». |

- Китай

КНР приділяє значну увагу оснащенню національних збройних сил безпілотними літальними апаратами різного призначення. До військових програм активно залучені державні університети. Щороку Китай витрачає на розробку технологій, пов'язаних із ШІ, від $1,6 млрд до $2,7 млрд і розглядає його як засіб для перетворення НВАК на збройні сили світового класу та створення асиметричних переваг над США.

| БпЛА |
| --- |
| • CAIG Wing Loong II — середньовисотний, ударний БпЛА авіабудівельної корпорації «Chengdu Aircraft Industry Group». • AVIC Cloud Shadow — розвідувально-ударний БпЛА, розроблений «Aviation Industry Corporation of China». • Hongdu GJ-11 — розвідувально-ударний БпЛА типу «літаюче крило», виробляється авіаційно-промисловою групою «Hongdu Aviation Industry Group». • Guizhou WZ-7 — (кит.: 翔龙, «Ширяючий дракон») — висотний стратегічний развідувальний БпЛА, конструктивно повторює американський RQ-4 Global Hawk, спроектований Chengdu Aircraft Industry Group і побудований авіабудівельною корпорацією «Guizhou Aircraft Industry Corporation». |

- Іран

Іран інвестував великі кошти в індустрію виробництва дронів та розгорнув ударні безпілотники на кораблях і субмаринах. Під час російського вторгнення в Україну, з вересня 2022 р., іранські безпілотники та дрони-камікадзе широко використовувала РФ.

| БпЛА |
| --- |
| • Shahed 129 — розвідувально-ударний БпЛА, подібний до американського MQ-1 Predator. • Shahed 149 Gaza — розвідувально-ударний БпЛА, подібний до американського MQ-9 Reaper. • IAIO Fotros — розвідувально-ударний БпЛА. • Saegheh-2, або Shahed 191 — БпЛА типу «літаюче крило», компанії «Shahed Aviation Industries». • Mohajer-6 — розвідувально-ударний БпЛА. |

- Туреччина

Туреччина — перша країна, якій вдалося поєднати надійність та доступність безпілотних систем із ефективними результатами на полі бою.

| БпЛА |
| --- |
| • Bayraktar TB2, Bayraktar Akıncı — ударні, оперативно-тактичні, середньовисотні безпілотні літальні апарати виробництва компанії «Байкар Макина». • Vestel Karayel — БпЛА призначений для спостереження, розвідки та бойового застосування, розроблений для турецьких збройних сил компанією Vestel. • TAI Anka — сімейство БпЛА виробництва аерокосмічної компанії Turkish Aerospace Industries для ВПС Туреччини. |

- Росія

За інформацією 2017 року, в Росії робототехнікою займались 47 науково-дослідних установ, а об'єм їх фінансування склав 10 мільйонів доларів. Згідно з програмою розвитку та бойового застосування робототехнічних комплексів на період до 2025 року, частка роботів в загальній структурі озброєння російської армії має досягнути 30 %. Акцент розробок на створенні ударних машин для штурму нерухомих об'єктів та укріплених районів.
| БНТЗ |
| --- |
| • МРК-002-БГ-57 «Вовк-2» — мобільний ударно-розвідувальний робототехнічний комплекс, створений спеціалістами Іжевського радіозаводу разом з «Уралвагонзаводом» в 2013 році. Керування здійснюється по захищеному радіоканалу на відстань до 5,0 км. Передбачений режим слідування по заданому маршруту з самостійним виявленням та об'їздом перешкод, запам'ятовуванням карти місцевості та орієнтирів. Робот має бойовий модуль з 12,7-мм кулеметом «Корд» (боєкомплект 300 пострілів) або 7,62-мм кулеметом ПКТМ (500 пострілів) або 30-мм автоматичним гранатометом АГ-17А (чи АГ-30). Бойовий модуль має лазерний далекомір, стабілізатор озброєння, тепловізор та електронний балістичний обчислювач. Робот може автоматично захоплювати і знищувати до 10 рухомих цілей. Вага машини близько 1-ї тони, гусеничне шасі забезпечує малий тиск на грунт (3,5 КПа) що дозволяє рухатись по болоту, снігу та піску. Максимальна швидкість руху на бензиновому двигуні до 35 км/год. Запас ходу до 250 км. Система резервного електропостачання забезпечує роботу комплексу в режимі очікування до 7 діб. • Платформа-М — універсальна, самохідна, гусенична, дистанційно керована платформа, розробки науково-дослідного технологічного інституту «Прогрес», м. Іжевськ 2013 року. Може озброюватись автоматичним гранатометом, кулеметом ПКТМ калібру 7,62-мм (боєкомплект 400 патронів), РПГ-26 чи РШГ-2. Спостереження та прицілювання забезпечується встановленим далекоміром, тепловізором, РЛС і відеокамерами. Керувати платформою можна на дистанції 5,0 км. Маса машини 800 кг (корисне навантаження 300 кг). Тривалість роботи комплексу на одній зарядці не менше 10 годин. Максимальна швидкість 45 км/год. «Платформа-М» виконувала бойові завдання в Сирії. Наприклад в районі Латакії, під час штурму висоти «Башня», було задіяно шість таких роботів. Вони викликали вогонь на себе, після чого вогневі позиції противника були подавлені артилерійським вогнем. • МРК-27 БТ (бойова точка), невеликий робот створений конструкторським бюро прикладної робототехніки МГТУ для ведення вогню по різноманітним об'єктам, невеликим будинкам і спорудам з стрілецького, гранатометного і вогнеметного озброєння. Робот на гусеничному шасі змінної геометрії, має бойовий модуль, систему управління, систему освітлення, чотири кольорові телекамери і т. д. Оснащений кулеметом 6П41 «Печенєг» калібру 7,62-мм (боєкомплект 100 патронів), двома гранатометами РШГ, парою вогнеметів РПВ «Шмель» і шістьма димовими касетними гранатами ДКГ. Вся зброя кріпиться на спеціальній рухливій консолі. Керується МРК-27 БТ по дротах на дистанції до 200 м або по радіо до 500 км. • Уран-9 — бойовий робототехнічний комплекс, випробуваний в Сирії. Розробляється і випускається конструкторським бюро ВАТ «766 УПТК» в Нахабіно. В кожний комплекс входить чотири бойові машини і пункт управління на базі КамАЗ. За звітом Центрального науково-дослідного інституту МО РФ (квітень 2018 р.) були зафіксовані збої більшості ключових компонентів, включаючи дальність стійкого управління, вогневу міць, обладнання, роботу ходової частини, оптики, електрики та інших елементів. Виявилос, що спостереження за полем бою через комп'ютерні монітори поки не може замінити фізичну присутність в зоні бойових дій, що утруднює роботу оператора швидко орієнтуватись в навколишніх подіях та ухвалювати рішення. Дванадцятитонний робот на гусеничному ходу, оснащений ПТРК «Атака», реактивним вогнеметом «Шмель-М», 30-мм автоматичною пушкою 2А72 і 7,62-мм кулеметом. «Уран-9» може уражувати цілі на відстані до 5,0 км в денний час та 3,0 км вночі. Комплекс оснащений системою попередження про лазерне опромінення, системою димової завіси, термодатчиками, лазерним далекоміром, камерами нічного бачення. «Уран-9» може пересуватись зі швидкістю до 35 км/год. Дизельний двигун працюватиме 6 годин на одній заправці. Управління комплексом здійснюється на відстані до 4,0 км. • Нерехта — бойовий роботизований комплекс розроблений заводом ім. В. А. Дегтярьова, призначений для виконання різноманітних тактичних завдань — розвідка, патрулювання, вогнева підтримка на полі бою. Комплекс самостійно розпізнає цілі та ухвалює рішення при небезпеці. Управління по радіо можна вести на відстані до 5,0 км. Бойовий модуль забезпечує круговий обстріл по горизонталі під кутами від -20° до +60° 12,7-мм кулеметом «Корд» або 7,62-мм ПКТМ, додатково комплектується автоматичним гранатометом АГ-30М. Вивчається можливість оснащення протитанковими ракетами. «Нерехта» має гусеничну платформу з гібридною силовою установкою — два електродвигуни потужністю по 10 кВт з живленням від батарей, що заряджаються від дизель-генератора. Максимальна швидкість до 30 км/год. У грудні 2017 року комплекс випробовувався в зимових умовах. Планується, що «Нерехта» увійде в склад робототехнічного комплексу «Кунгас», який буде складатись з чотирьох роботів різних класів та пункту управління (переносний робот масою 12 кг, легкий масою 200 кг, возимий робот «Нерехта» масою 2,0 т, роботизована версія бронетранспортеру МДМ «Ракушка»). • Аліса — робототехнічний комплекс на базі танка Т-72 з дистанційним телеуправлінням до 2,0 км та швидкістю автоматичного руху по шосе 20 км/год а по пересіченій місцевості 10 км/год. • Тачанка-Б — бойовий танк-робот, створюється на основі Т-14 «Армата». • Рись-БП — біоморфний робот на чотирьох ногах розробки ВНДІ «Сигнал» в місті Ковров. Маса 200 кг, може рухатись зі швидкістю до 15 км/год а на пересіченій місцевості до 10 км/год. Робот здатний пересуватись по сходовим маршам, долати перешкоди до 0,5 м та калюжі глибиною до 0,4 м в автономному режимі чи безпосередньо керуватись оператором. Передбачалось три варіанти навантаження — бойове (кулемет і ПТУР), розвідувальне, тилового та технічного забезпечення. • Маркер — військовий багатофункціональний робототехнічний комплекс. |

| БпЛА |
| --- |
| • Оріон — середньовисотний розвідувально-ударний БпЛА, розробки компанії «Кронштадт» (АФК Система). • Орлан-10 — багатоцільовий безпілотний авіаційний комплекс, призначений для ведення спостереження за протяжними і локальними об'єктами у важкодоступній місцевості, виробництва ТОВ «Спеціальний технологічний центр», Санкт-Петербург, Росія. • С-70 «Охотнік» — безпілотний бомбардувальник, створювався за технологією стелс конструкторським бюро П. О. Сухого. |

- Україна

Війна з Росією дала вагомий поштовх для розвитку вітчизняної військової робототехніки та випробовування її в бойових умовах.

| БНТЗ |
| --- |
| • Фантом — багатоцільовий тактичний безпілотний ударно-транспортний апарат. Розробник — підприємство «СпецТехноЕкспорт» державного концерну «Укроборонпром». • Скорпіон-3 — наземна безпілотна роботизована платформа, яка може перевозити два менші дрони («гноми-сателіти») або ж бути «дронометом» — точкою базування повітряних безпілотників. Скорпіон можна обладнати туреллю для кулемета, використовувати для прикриття, розвідки, доставки боєприпасів чи перевезення поранених з поля бою. Маленькі роботи можуть проводити розвідку автономно чи під управлінням операторів. Виробник — запорізька компанія «Темерланд». • IRONCLAD — багатофункціональний наземний роботизований комплекс (БНРК) львівської фірми «Roboneers», призначений для вирішення тактичних завдань бойового, матеріального, технічного, медичного забезпечення, автономно або під управлінням оператора. Виконання завдань в складі розвідувально-вогневого комплексу (РВК) здійснюється на основі розгорнутої мережі пунктів управління (ПУ), системи ретрансляторів (наземних, повітряних) із залученням штатних вогневих засобів підрозділів тактичної ланки. Ironclad має повнопривідне шасі, гібридну силову установку з низькою акустичною та тепловою помітністю, може рухатись зі швидкістю 20 км/год, по бездоріжжю 10 км/год. Система зв'язку радіо-проводова, широкосмугова, криптостійка, перешкодозахищена на відстань до 5 км, з ретранслятором до 10 км. Резервний канал телеметрії до 8 км. Оптичний кабель до 1 км. Система кругового огляду функціонує в будь-яку пору доби й в складних метеоумовах. Вага 1950 кг. Корисне навантаження 350 кг. Захист — локальна накладна броня (від уламків та куль 7,62 мм). Запас ходу до 130 км. Ironclad значно розширює глибину зони бойових дій на передовій та завдяки встановленому бойовому модулю надає вогневу перевагу на полі бою. Camel — логістична, дистанційно керована платформа цієї ж фірми, знижує фізичне навантаження на військових, значно підвищує мобільність та ефективність взводу. • МИРОТВОРЕЦЬ — багатоцільова автономна транспортна платформа, на базі якої конструкторсько-виробничим підприємством «Синергія» створено бойовий робот (БРАТП). Діапазон швидкості до 35 км/год, радіус телеконтролю до 2000 м, електричний час роботи від 2-х до 10-х годин, стаціонарний час 15 діб, максимальне корисне навантаження 480 кг, запас безперервного ходу (ДВС) 100 км, плаваюча, озброєння ПТРК «СТУГНА», дистанція знищення техніки супротивника до 5 км. |

| БпЛА |
| --- |
| • Горлиця — багатофункціональний безпілотний авіаційний комплекс, призначений для ведення повітряної розвідки вдень та вночі, ураження цілей бортовим озброєнням. Розробляється ДП «Антонов» у кооперації з провідними підприємствами України. • Лелека-100 — розвідувальний БпЛА, створений українською компанією DeViRo, на його базі створено дрон-камікадзе RAM II UAV — для нанесення точних ефективних ударів по ворожих силах та мінімізації супутнього збитку при використанні в міській місцевості. • Сокіл-300 — проєкт ударного БпЛА, що розробляється Державним Київським конструкторським бюро «Луч». • Фурія — безпілотний авіаційний комплекс розвідки та коригування вогню артилерії. Розроблений у 2014 році київським підприємством «Атлон Авіа». • PD-2 — тактичний багатоцільовий БпЛА, Шарк — легкий безпілотний комплекс для глибинної аеророзвідки і коригування далекобійного озброєння, виробництва компанії «UkrSpecSystems». • Ace One — ударний стелс-безпілотник, британсько-української компанії «Air Combat Evolution (ACE)», створюється з метою стати частиною протиповітряної оборони. • RZ-500 — безпілотний ударний гелікоптер, розробкою якого займається ПрАТ «Рамзай». Він може підніматися на 4 км та нести 100 кг боєприпасів проти бронетехніки, включно з танками і БМП. Також цей дрон може вести розвідку і робити цілевказування, зокрема і лазером, для артилерії чи ракет авіації. Дальність польоту RZ-500 — 300 км, а бути у повітрі він може 3 години. • ACS-3 — український безпілотний «малий тактичний» авіаційний комплекс для різних довготривалих місій та пошуково-рятувальних операцій — ведення аерофотознімання та відеоспостереження, вдень і вночі, об'єктів земної та водної поверхні. Створений авіаційною виробничою компанією «Скаетон». З 2016 року допущений до експлуатації в Збройних силах України. • Spectator — безпілотний авіаційний комплекс, призначений для розвідки. Розроблений й вироблений ВАТ «Меридіан» імені С. П. Корольова. • Punisher — легкий ударно-розвідувальний безпілотний комплекс, створений компанією «UA Dynamics» для бойового застосування ССО ЗСУ. • АСУ-1 «Валькірія» — автономний БпЛА схеми «літаюче крило», розроблений для військового та цивільного використання, забезпечення моніторингу, повітряної розвідки, відеоспостереження та корегування артилерійського вогню вдень і вночі. Виробник: ТОВ «Авіаційні системи України» (Київ). |

## Галерея
Мобільні робототехнічні комплекси

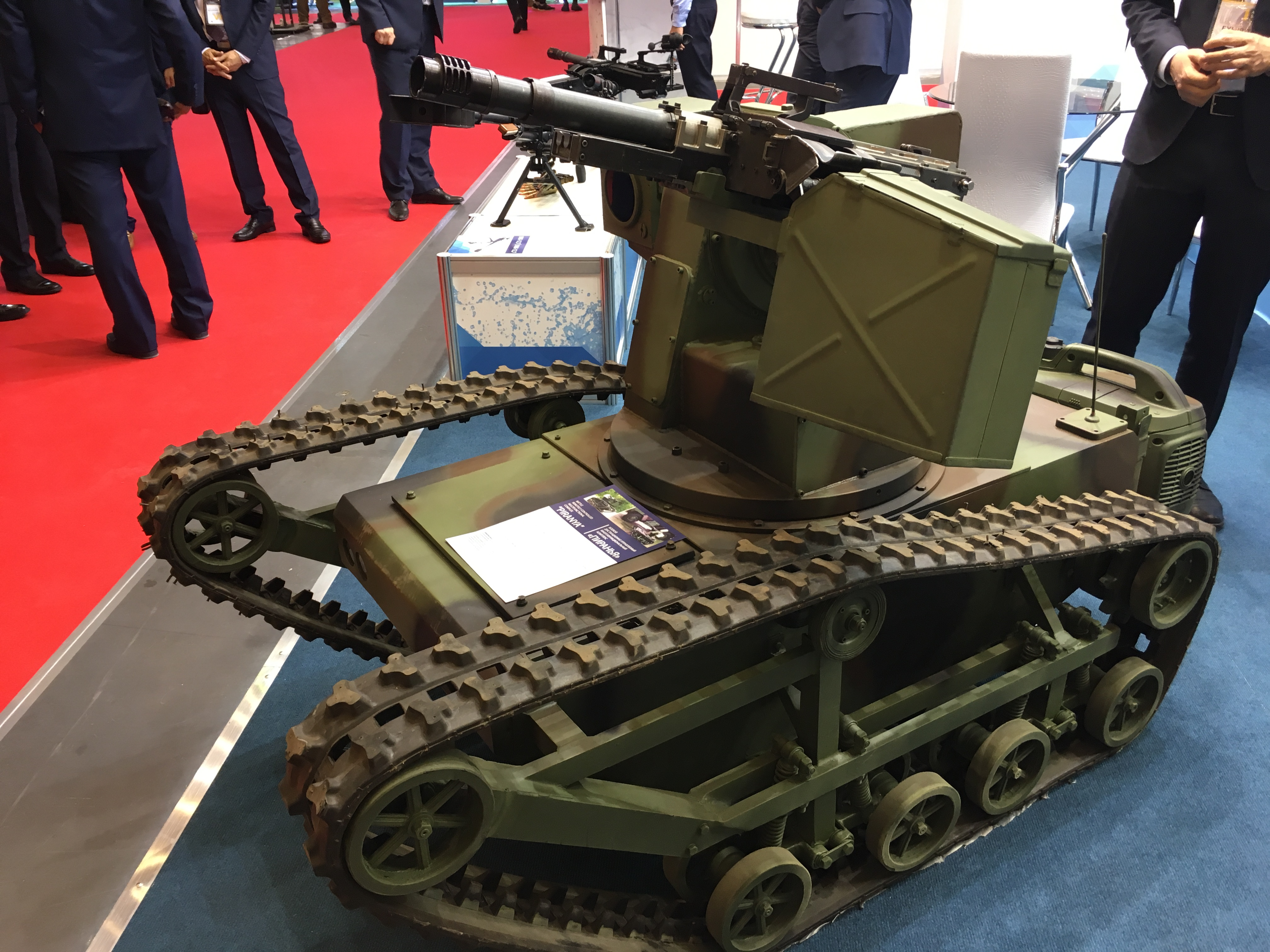
Комплекс «Піранья» з автоматичним гранатометом УАГ-40
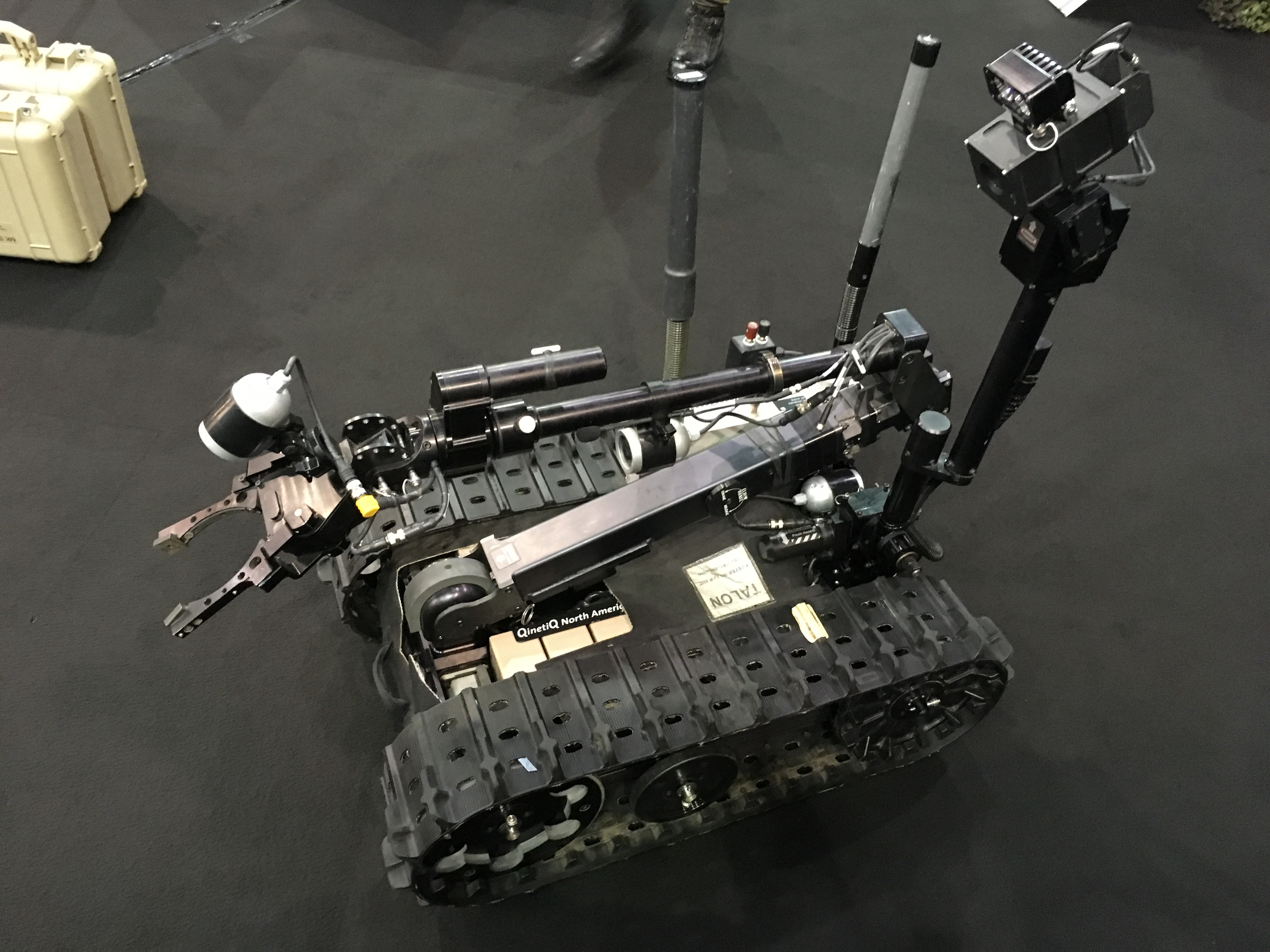
UGV TALON Gen. IV
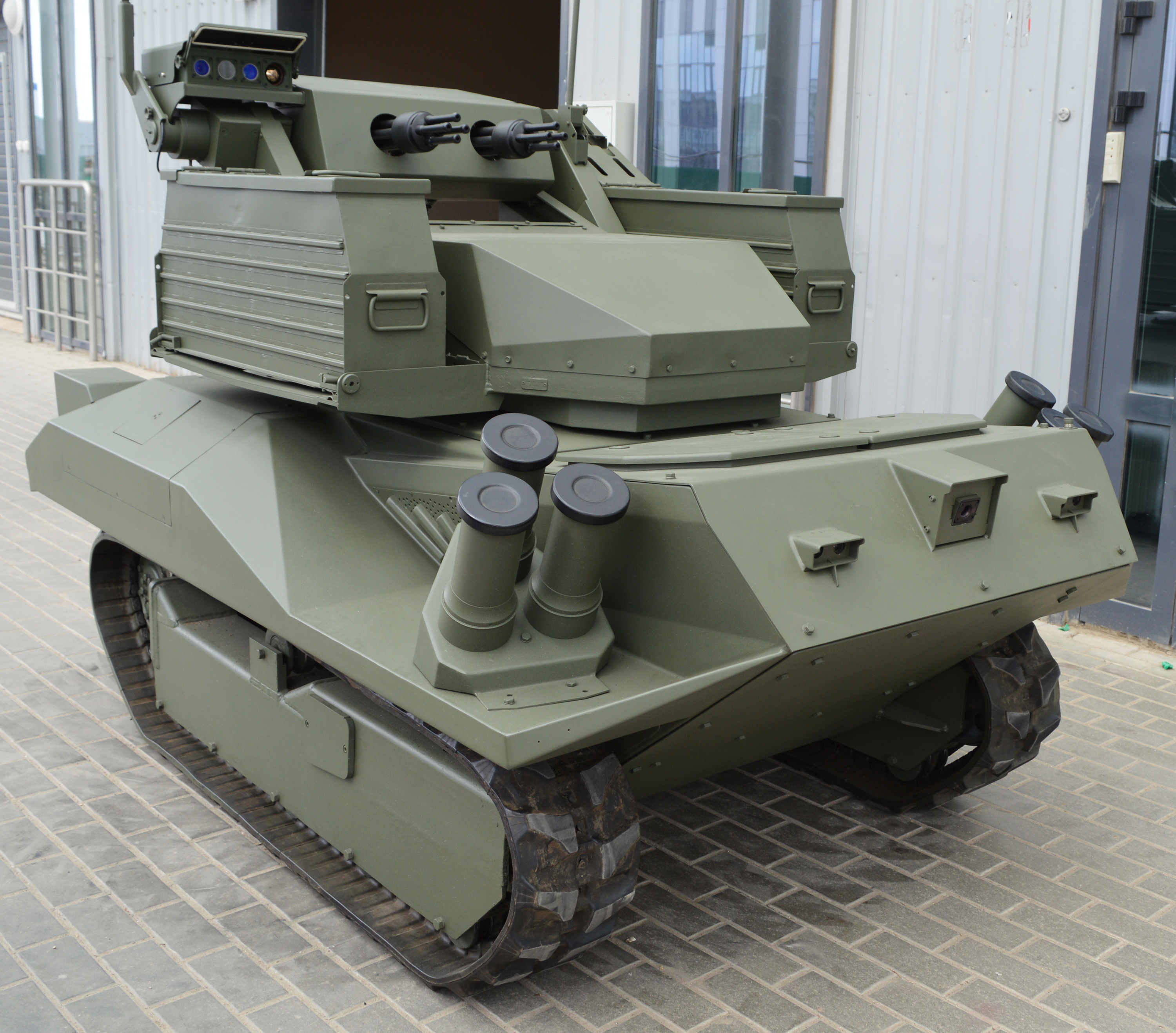
Білоруський роботизований вогневий комплекс «Берсерк»
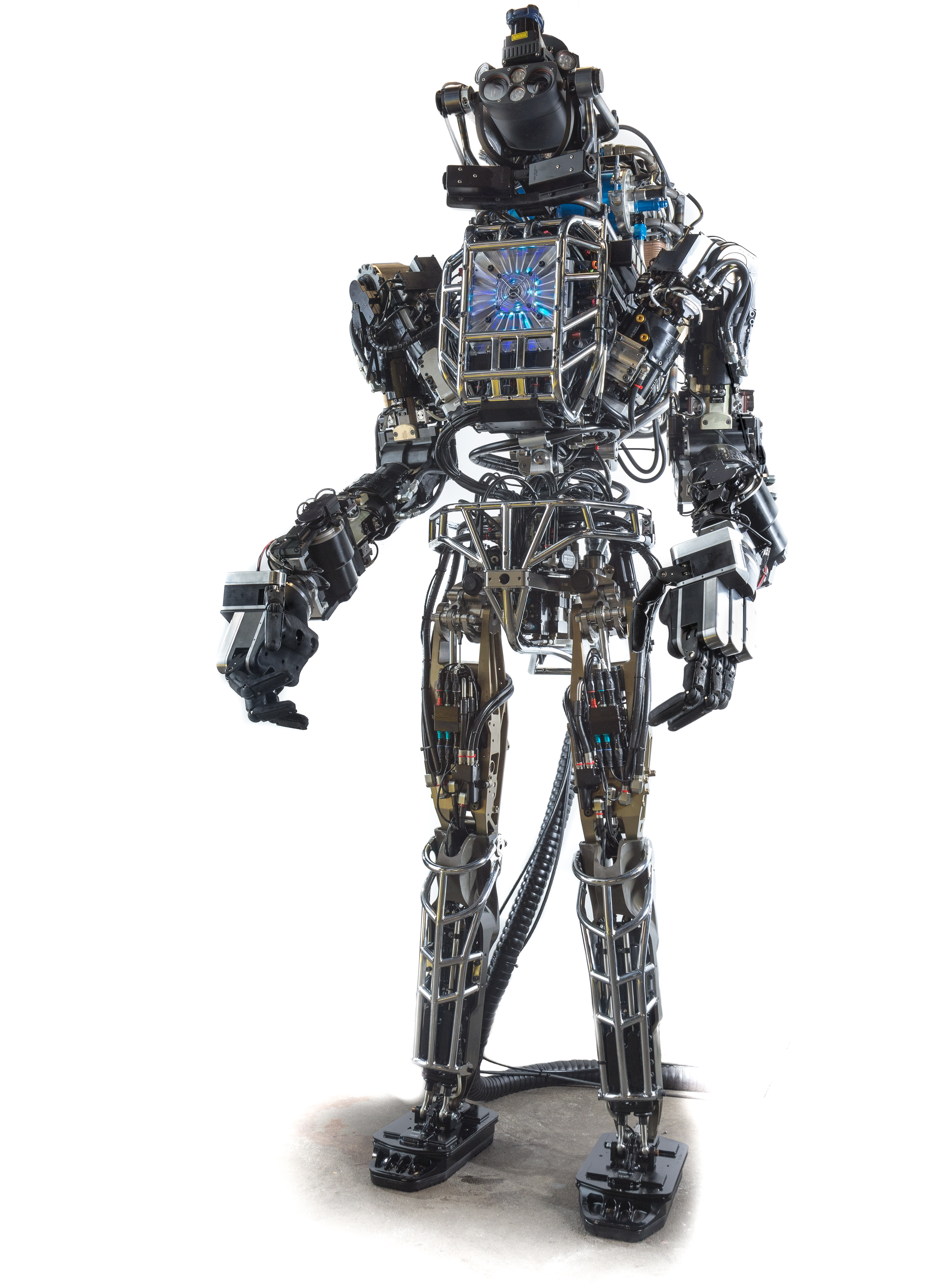
Атлас
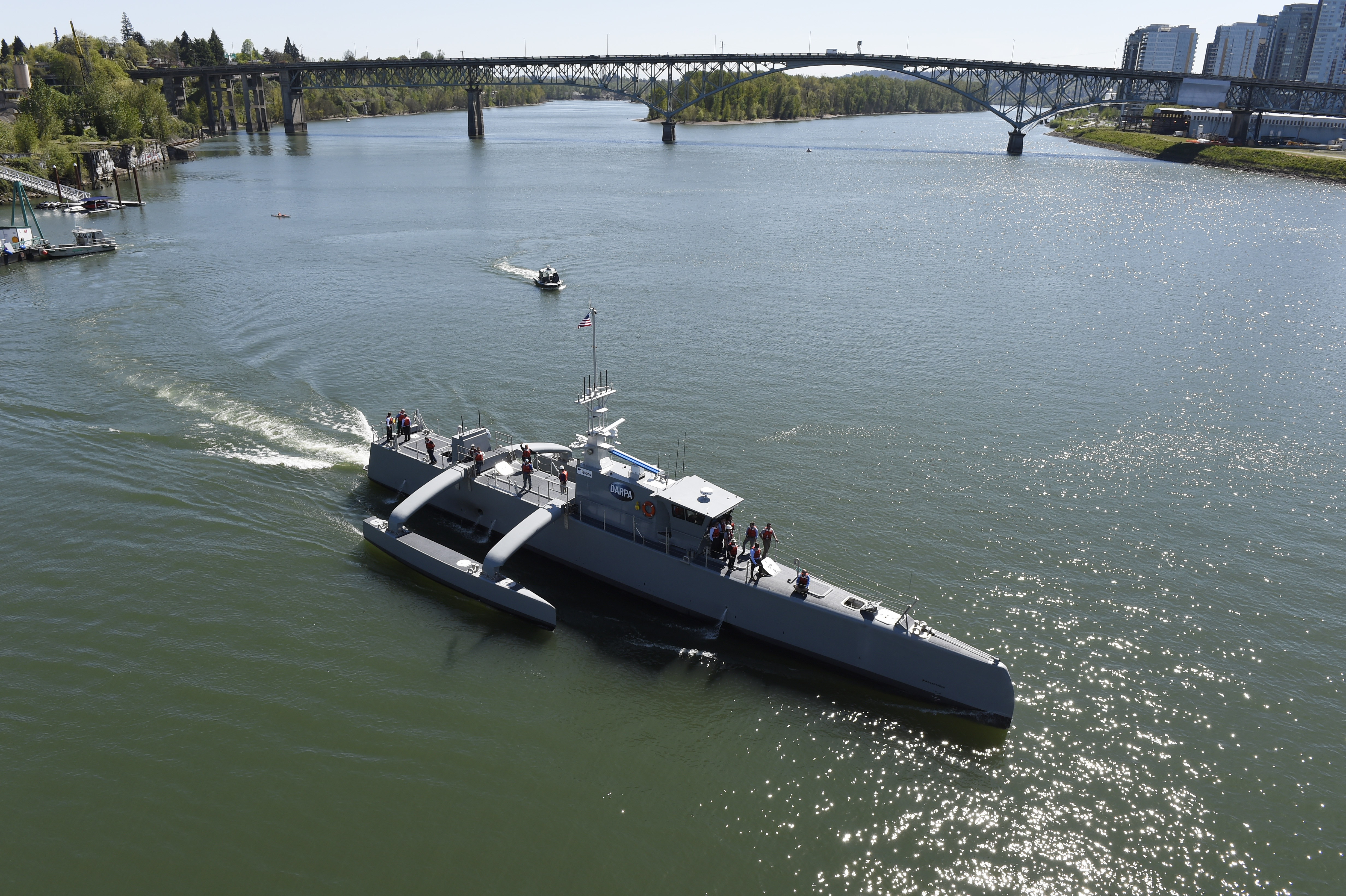
безпілотний надводний корабель «Sea Hunter», фірми Vigor Industrial
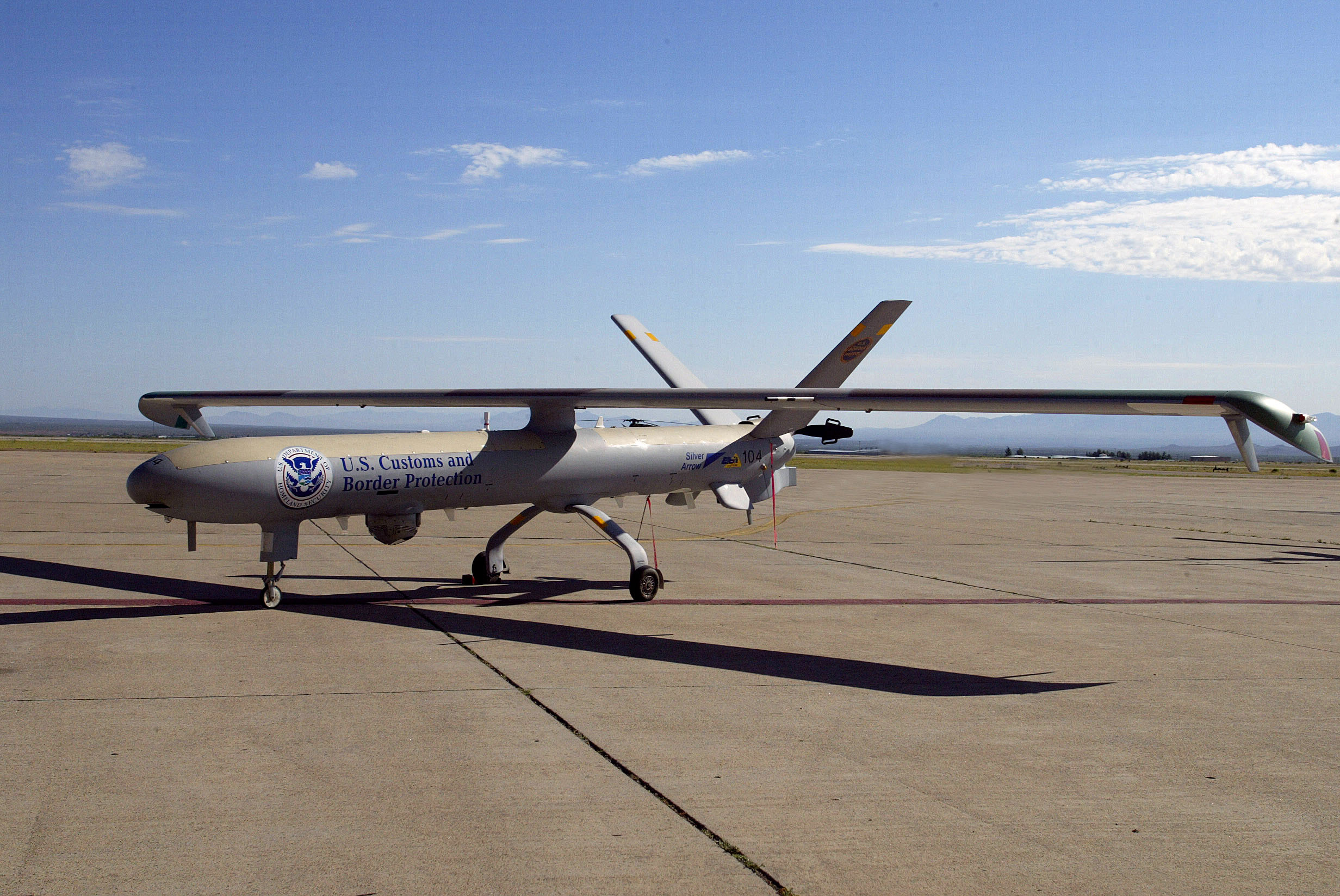
«Гермес 450», розвідувальний БпЛА ізраїльської фірми Elbit Systems

## Виноски
1. ↑  Якщо такий безпілотний літальний апарат знаходиться на озброєнні то експлуатант повинен дотримуватись вимог спільної місії за AP-3.3.7 (STANAG 4670) а сама безпілотна система повинна відповідати нормам льотної придатності з урахуванням політичної доцільності та правовими наслідками її застосування
2. ↑  High-altitude long endurance — висотні з великою тривалістю польоту
3. ↑  Medium-altitude long endurance — середньовисотні з великою тривалістю польоту
4. ↑  БпЛА з максимальною кінетичною енергією менше ніж 66 джоулів, ймовірно, не завдадуть значної шкоди життю або майну і їх не потрібно класифікувати
5. ↑  Коли оператори безпілотників влучають в свою ціль, цю людину називають "джекпотом", якщо вбивають когось іншого, вони позначають цю людину EKIA — ворог, загиблий під час бойових дій.